# Armada da Guiné-Bissau
La Marina militare della Guinea-Bissau, in portoghese Armada da Guiné-Bissau, è la componente navale delle forze armate dello Stato africano della Guinea-Bissau.
Creata all'indomani dell'indipendenza della nazione nel 1974, la marina guineense crebbe grazie all'assistenza militare dell'Unione Sovietica, ma conobbe una grave crisi all'indomani della fine della guerra fredda finendo ben presto con il ritrovarsi gravemente a corto di risorse. A tutt'oggi l'Armada rimane la componente più piccola e negletta delle forze armate della Guinea-Bissau, dotata solo di qualche mezzo leggero per la sorveglianza costiera.

## Storia
La Guinea-Bissau ottenne l'indipendenza dal dominio coloniale del Portogallo nel 1974, al termine di una lunga e sanguinosa guerra di liberazione nazionale. La conversione dei guerriglieri indipendentisti dell'ala militare del PAIGC in forze armate regolari procedette grazie all'assistenza dell'Unione Sovietica e dei paesi del Blocco orientale, con cui il primo presidente guineense Luís Cabral aveva stabilito un solido rapporto. Con 350 chilometri di coste molto frastagliate affacciate sull'oceano Atlantico e una zona economica esclusiva di 124000 km² da sorvegliare, le nuove Forças Armadas Revolucionárias do Povo compresero quindi fin dall'inizio una piccola marina militare, basata inizialmente su alcune imbarcazioni leggere e mezzi anfibi abbandonati dalle forze portoghesi dopo il loro ritiro dalla regione; un primo pacchetto di aiuti sovietici portò poi alla cessione, tra il 1975 e il 1978, di una motosilurante della classe Shershen, di tre motovedette e di quattro mezzi anfibi tipo LCM.
Cabral fu spodestato da un colpo di Stato nel novembre 1980 e rimpiazzato dal generale João Bernardo Vieira, il quale resse la nazione fino al 1999. Vieira promosse una politica più equidistante tra i due blocchi contrapposti della guerra fredda, migliorando i rapporti con l'Occidente ma senza rompere del tutto i legami con Mosca. Gli anni 1980 videro quindi una piccola espansione dei ranghi dell'Armada: tra il 1979 e il 1981 furono acquistate sei nuove motovedette da fornitori francesi e spagnoli oltre a un aereo da osservazione Cessna 337 Skymaster, mentre nel 1983 la Cina fornì di seconda mano quattro vecchie cannoniere della classe Shantou. Tra il 1988 e il 1989 l'Unione Sovietica fornì alla Guinea-Bissau due moderne motocannoniere della classe Bogomol, potenti unità armate con un cannone a tiro rapido da 76 mm AK-176 e un impianto CIWS da 30 mm AK-630; nel 1990 invece la Germania cedete un dragamine della classe Kondor I, un'ex unità della Volksmarine tedesco-orientale dismessa dopo la riunificazione delle due Germanie.
Gli anni 1990 furono caratterizzati per la Guinea-Bissau da una profonda crisi economica e politica, sfociata in una guerra civile dal 1998 al 1999 che portò infine alla deposizione di Vieira e all'instaurarsi di un fragile e instabile regime democratico. La scarsità di risorse finanziarie e la fine degli aiuti militari da parte dei sovietici resero impossibile mantenere in servizio la gran parte del naviglio dell'Armada, che fu ben presto radiato dal servizio; all'inizio del 2000 restavano in linea solo un aereo da ricognizione, tre motovedette e un mezzo da sbarco, con non più di 350 uomini in armi. L'Armada fu lasciata in stato di trascuratezza almeno fino all'inizio degli anni 2010, quando una missione di assistenza militare dell'Angola provvide a una riorganizzazione delle forze armate guineensi; la linea del naviglio fu rinnovata acquistando in Spagna e Portogallo un moderno guardapesca e quattro motovedette.
Le forze navali guineensi rimasero comunque largamente sottodimensionate rispetto al compito di sorvegliare i confini marittimi della nazione, in particolare sotto il profilo della lotta ai traffici illeciti via mare. Il frastagliato arcipelago delle Isole Bijagos divenne ben presto un importante punto di transito nella rotta del traffico di droga dall'America meridionale all'Europa, rotta favorita dalla fragilità degli apparati di sicurezza guineensi e dalla collusione delle autorità politiche locali; nell'aprile 2010 un ex comandante dell'Armada da Guiné-Bissau, Jose Americo Bubo Na Tchuto, venne indicato dalle autorità statunitensi come uno dei principali signori della droga del paese.